# Nuncarga
Nuncarga és un petit llogaret del terme municipal de Peramola. Es troba al peu del Tossal de Nuncarga, a 500 m d'altitud. Està situat al sector meridional del terme, a la dreta del riu Segre i a l'esquerra del torrent Salat.
Nuncarga es caracteritza pel seu enclavament, enmig de la vall fèrtil del Segre i emmurallat per belles muntanyes, que el situen de manera privilegiada en el territori.

## L'entorn i el paisatge
L’entorn de Nuncarga, atenent al Catàleg de paisatge de l’Alt Pirineu i Aran, destaca per trets distintius com:
- Paisatge mediterrani continental solcat per la verda vall del Segre.
- L’horta i els conreus a banda i banda del riu Segre,  combinats amb l’abundant vegetació de ribera i amb el retall en el cel dels cingles calcaris que determinen el final del congost del Segre. L’estructura d’aquest mosaic agroforestal de la plana agrícola confereix notables contrastos cromàtics estacionals.
- Paisatge agrícola dinàmic i ben conservat.

## L'església

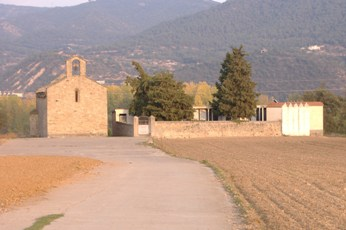
Santa Llúcia

L'església de Nuncarga té com a patrona Santa Llúcia. Aquesta apareix documentada per primera vegada l'any 1279. Ha estat sota diverses advocacions com Nostra Senyora del Roser, Santa Maria del Pla i finalment Santa Llúcia. És un edifici d'una sola nau, coberta amb volta de canó, de secció semicircular i reforçada per dos arcs torals, i amb la capçalera trevolada a llevant. El 1940 es va ensorrar el campanar de cadireta de dos ulls, juntament amb la rectoria; els dos edificis formaven un conjunt monumental. Més tard, es va construir un campanar d'espadanya d'un sol ull, situat a ponent. La porta s'obre a la façana sud, amb un arc adovellat.